# Omar Solórzano Figueroa
Omar Armando Solórzano Figueroa es un futbolista mexicano. 
(mimoso) no traía nada en los botines  

## Clubes como futbolista
| Club                | País   | Año         |
| ------------------- | ------ | ----------- |
| León                | México | 2008 - 2009 |
| Unión de Curtidores | México | 2009 - 2010 |
| Loros de Colima     | México | 2010 -      |

- Datos: Q5668187